# Onomastus kaharian
Onomastus kaharian är en spindelart som beskrevs av Benjamin 2003. Onomastus kaharian ingår i släktet Onomastus och familjen hoppspindlar. Inga underarter finns listade i Catalogue of Life.